# Бобб, Оскар
О́скар Бобб (норв. Oscar Bobb; род. 12 июля 2003, Осло, Норвегия) — норвежский футболист, нападающий английского клуба «Манчестер Сити» и сборной Норвегии.

## Клубная карьера
Выступал за молодёжные академии норвежских клубов «Люн» и «Волеренга». В июле 2019 года стал игроком футбольной академии «Манчестер Сити». 2 сентября 2023 года дебютировал в основном составе «Манчестер Сити» в матче Премьер-лиги против «Фулхэма». 19 сентября дебютировал в лиге чемпионов УЕФА в матче против «Црвены звезды» (3:1), выйдя на замену на 83-й минуте. 13 декабря 2023 года забил первый гол в лиге чемпионов УЕФА в матче против той же «Црвены Звезды». Первый мяч в английской Премьер-лиге забил 13 января 2024 года в гостевом матче против «Ньюкасл Юнайтед», отличившись на 91-й минуте с передачи Кевина Де Брёйне и обеспечив победу «горожанам» со счётом 3:2.

## Карьера в сборной
Выступал за сборные Норвегии до 16, до 17, до 18, до 19 лет и до 21 года.
В октябре 2023 года Бобб впервые был вызван в сборную Норвегии главным тренером Столе Сольбаккеным. Дебютировал 12 октября 2023 в матче квалификации Евро-2024 против сборной Кипра, выйдя на замену Оле Сольбаккену на 63-й минуте. 16 ноября 2023 года забил свой первый гол за сборную Норвегии в товарищеском матче против сборной Фарерских островов.

## Статистика

### Матчи Бобба за сборную Норвегии
| Матчи Бобба за сборную Норвегии | Матчи Бобба за сборную Норвегии | Матчи Бобба за сборную Норвегии | Матчи Бобба за сборную Норвегии | Матчи Бобба за сборную Норвегии | Матчи Бобба за сборную Норвегии |
| ------------------------------- | ------------------------------- | ------------------------------- | ------------------------------- | ------------------------------- | ------------------------------- |
| №                               | Дата                            | Соперник                        | Счёт                            | Голы Бобба                      | Соревнование                    |
| 1                               | 12 октября 2023                 | Кипр                            | 4:0                             | —                               | Чемпионат Европы 2024 (отбор)   |
| 2                               | 15 октября 2023                 | Испания                         | 0:1                             | —                               | Чемпионат Европы 2024 (отбор)   |
| 3                               | 16 ноября 2023                  | Фарерские острова               | 2:0                             | 1                               | Товарищеский матч               |
| 4                               | 19 ноября 2023                  | Шотландия                       | 3:3                             | —                               | Чемпионат Европы 2024 (отбор)   |
| 5                               | 22 марта 2024                   | Чехия                           | 1:2                             | 1                               | Товарищеский матч               |
| 6                               | 26 марта 2024                   | Словакия                        | 1:1                             | —                               | Товарищеский матч               |

Итого: 6 матчей / 2 гола; 2 победы, 2 ничьи, 2 поражения.

## Достижения
«Манчестер Сити»
- Чемпион Англии: 2023/24
- Обладатель Суперкубка Англии: 2024
- Победитель Клубного чемпионата мира: 2023